# 91 Водолея
91 Водолея (Пси1 Водолея, ψ1Aqr) — тройная звёздная система, находящаяся примерно в 150 световых годах (45,5 пк) от Земли в созвездии Водолея. Звезду можно увидеть невооружённым глазом (видимая звёздная величина равна +4,248m). Вокруг главного компонента системы, 91 Водолея А, обращается, как минимум, одна планета.

## Звезда
91 Водолея — тройная звезда. Главный компонент представляет собой оранжевый гигант спектрального класса K0 III, звезду, которая исчерпала своё термоядерное топливо и сошла с главной последовательности. Масса, радиус и светимость звезды превосходят солнечные в 1,74, 10 и 49 раз соответственно. Температура поверхности звезды значительно холоднее солнечной: она составляет 4603 K, что и придаёт звезде оранжевый цвет. Обитаемая зона в этой системе находится на уровне 6-7 а.е.
На расстоянии около 50 угловых секунд (2250 а.е) от главного компонента находится система из двух звёзд, 91 Водолея В и С. Они разделены между собой расстоянием 0,3 угловых секунд. Компонент В представляет собой слабый оранжевый карлик спектрального класса K3 V, с видимой звёздной величиной +9,62m. 91 Водолея С — тусклый белый карлик класса DA со звёздной величиной +10,1m.
Известно о существовании двойной системы CCDM J23159-0905DE. Звёзды D (mv = +13) и E (mv = +14) находятся на расстоянии примерно 80,4 и 19,7 угловых секунд от системы 91 Водолея соответственно. Пока не ясно, связаны ли они гравитационно с системой 91 Водолея.

## Планетная система
В 2003 году группой американских астрономов было анонсировано открытие экзопланеты у звезды 91 Водолея А. Планета представляет собой массивный газовый гигант, с массой почти в 3 раза превышающей массу Юпитера. Она обращается вокруг родительской звезды по почти круговой орбите, на среднем расстоянии 0,3 а.е. Год на ней длится 182 земных дня. Экзопланета относится к классу горячих юпитеров.
| Планета | Масса (MJ) | Радиус (RJ) | Период обращения (дней) | Большая полуось орбиты(а.е.) | Эксцентриситет орбиты |
| ------- | ---------- | ----------- | ----------------------- | ---------------------------- | --------------------- |
| b       | ≥2,9       | ?           | 182                     | 0,3                          | 0                     |